# Stokbrood
Stokbrood is de Nederlandse naam voor de Franse broodsoort baguette (letterlijk "stokje"). Het stokbrood dateert uit de 19e eeuw. De bereidingswijze van dit brood komt uit Oostenrijk. Daarom wordt baguette in Frankrijk door de bakkers ook wel 'Weens brood' genoemd. Sinds 2022 wordt het stokbrood door UNESCO erkend als immaterieel cultureel erfgoed.

## Baguette, flûte, pistolet
Het standaardgewicht van een baguette in Frankrijk is 250 gram. Het brood wordt snel hard en wordt daarom zo vers mogelijk gegeten en de hele dag door gebakken. De Franse bakker verkoopt ook een petit pain (een kort formaat stokbrood, in Nederland pistolet en in België piccolo genoemd) en een flûte (fluit, een dubbelbrede en -zware variant). De 'flûte' heet in sommige streken gewoon een 'pain' (brood). Een petit pain rond heet in België een pistolet.
In Frankrijk is stokbrood een onmisbare toevoeging aan elke maaltijd. Vaak wordt het gebruikt om vocht of vet mee van het bord te deppen; of om de smaak te neutraliseren alvorens tot een ander gerecht over te gaan. Stokbrood komt meestal reeds voor de maaltijd op tafel, al dan niet met boter.
Jaarlijks worden in Frankrijk zo'n zes miljard stokbroden verkocht. Het ambacht staat echter onder druk omdat het aantal bakkerijen al lange tijd afneemt.

## Gebruik in Nederland en België
In veel Nederlandse restaurants wordt stokbrood met kruidenboter of tapenade als voorgerecht geserveerd. Verder is het daar een onmisbaar ingrediënt bij het fonduen en barbecueën. Typisch Belgische en Nederlandse belegde stokbroodjes zijn het broodje gezond in Nederland en het broodje smos in België. Een baguette wordt overlangs doorgesneden, waarna het wordt belegd. Ook zijn er voorgebakken varianten beschikbaar, die men thuis dan slechts gedurende een beperkte tijd dient af te bakken in de oven. Zo kan men een vers stokbrood bekomen zonder het direct na aanschaf te moeten eten.

## Langste stokbrood ter wereld
Op 5 mei 2024 vestigde een groep Franse bakkers in de gemeente Suresnes een wereldrecord door een stokbrood van 140 meter en 53 centimeter te bakken. Na het vestigen van het record is het brood uitgedeeld aan het publiek en aan daklozen die in de gemeente leven.

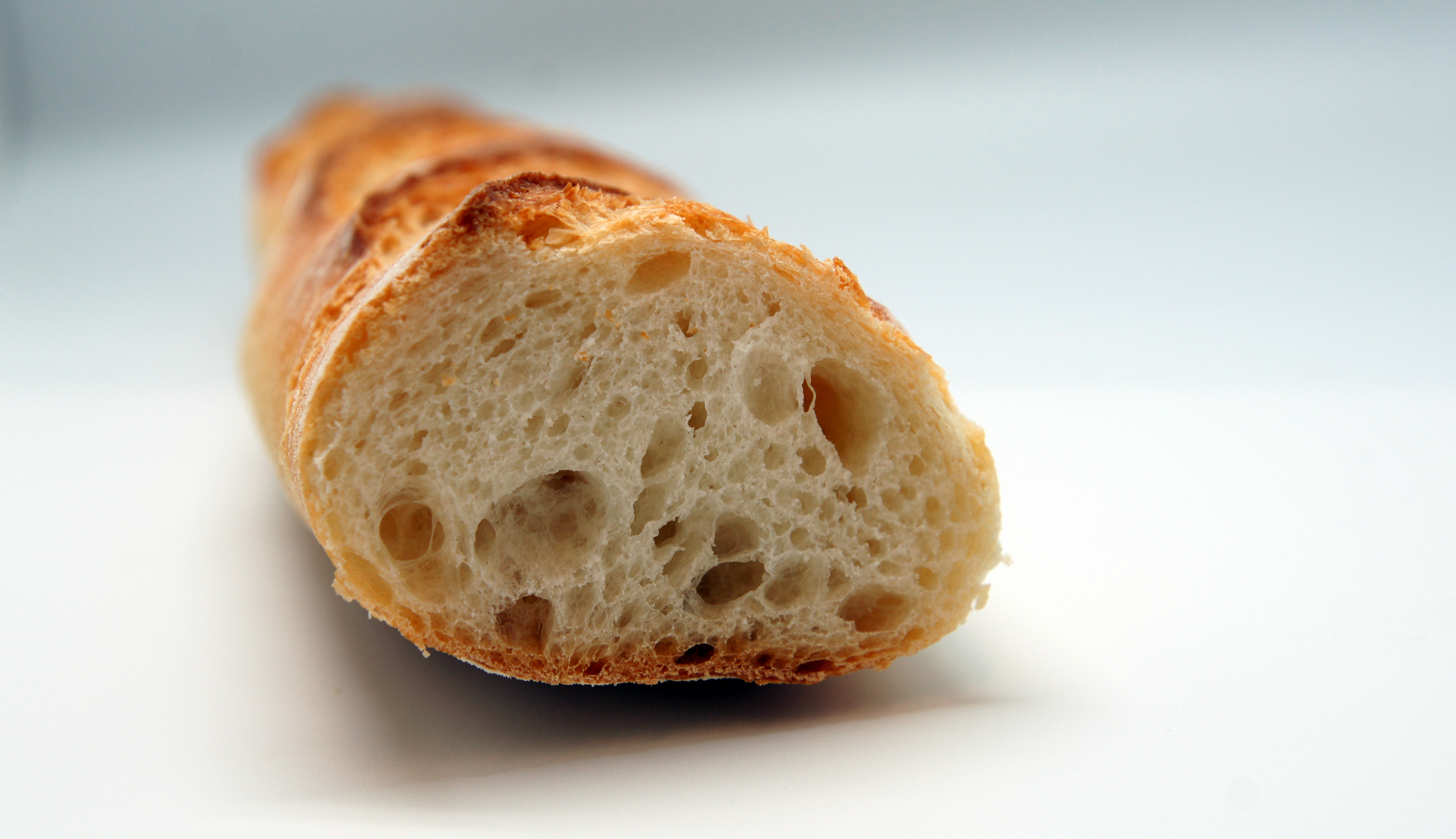
Baguette
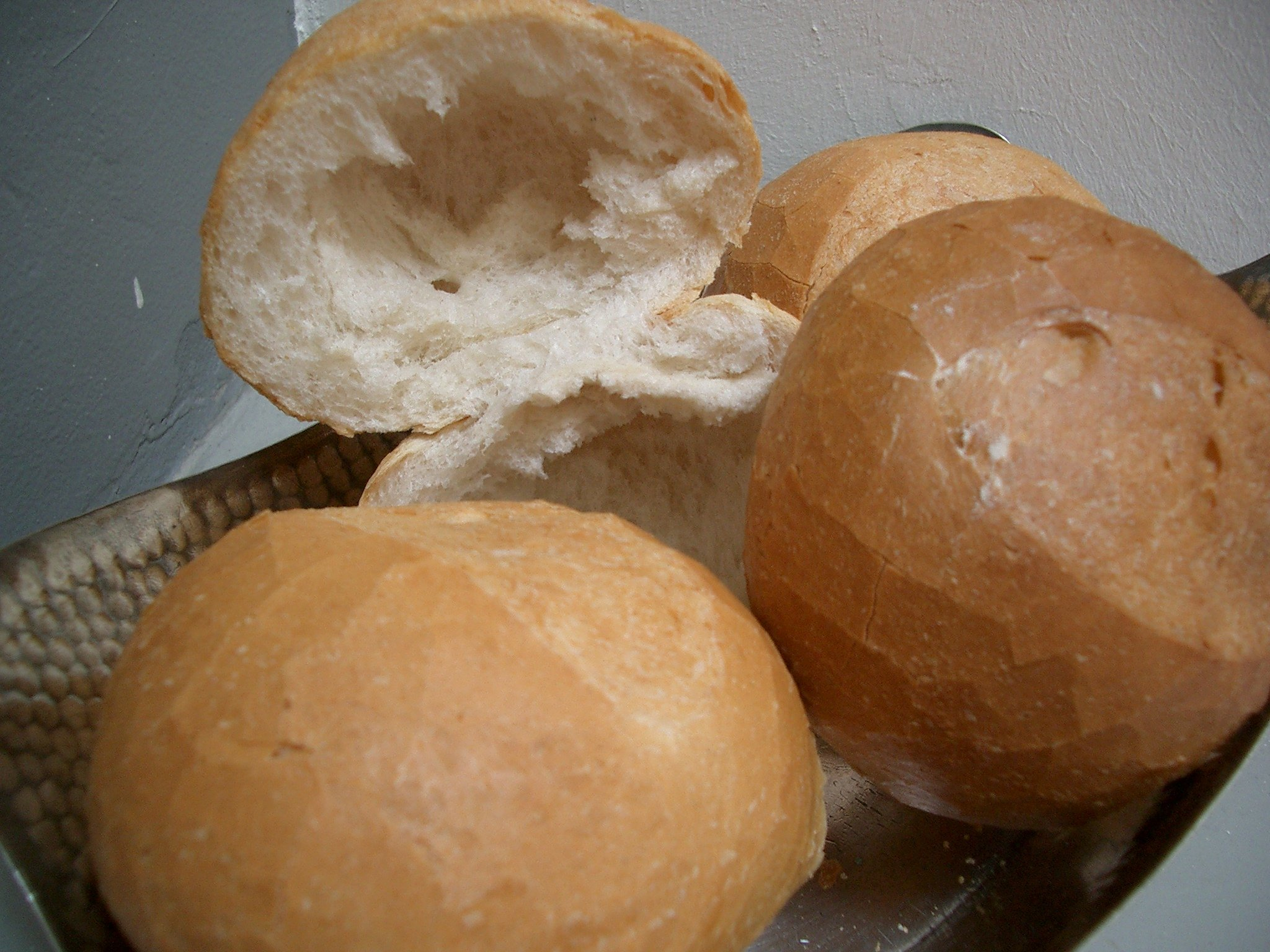
Pistolets (België)
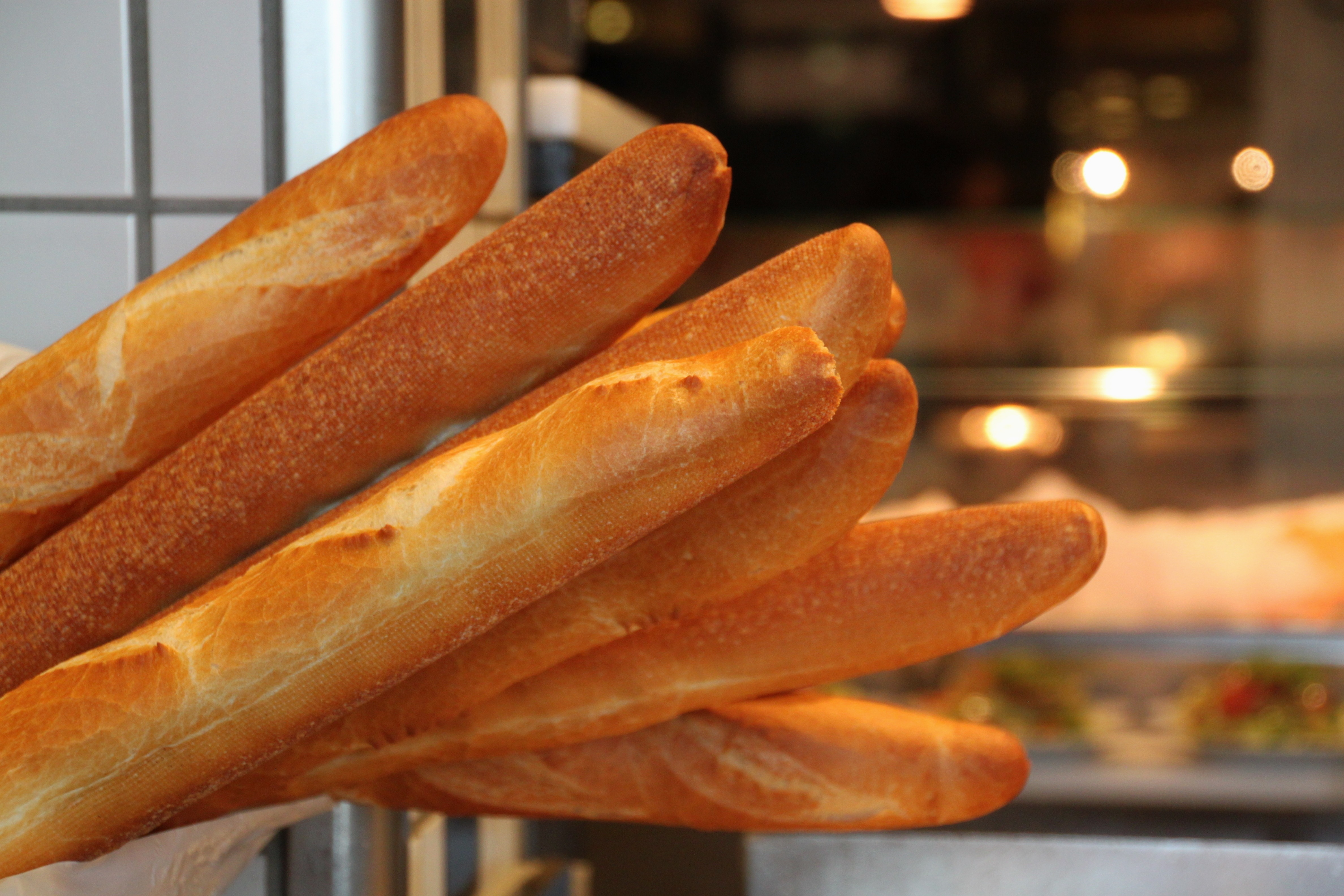
Baguettes
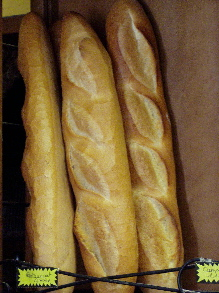
Flûtes